# Rather Be
«Rather Be» — песня английской группы Clean Bandit, исполняющей электронную музыку. В записи песни также приняла участие британская певица Джесс Глинн. Трек был выпущен 17 января 2014 года в качестве четвёртого сингла с дебютного студийного альбома группы New Eyes (2014). Текст песни был написан участниками группы Грейс Чатто и Джеком Паттерсоном в соавторстве с Джеймсом Нейпир и Николь Маршалл, также Грейс Чатто и Джек Паттерсон стали продюсерами этого сингла. Warner Music Group выпустила ряд официальных ремиксов с участием All About She, Cash Cash и OVERWERK.
Песня дебютировала на первом месте в UK Singles Chart и стала вторым самым продаваемым синглом в 2014 году, а также самым продаваемым синглом января со времен «Spaceman» Babylon Zoo в 1996 году. «Rather Be» провела четыре недели на вершине чарта, а с момента выхода сингла было продано более миллиона копий. Британская ассоциация производителей фонограмм присвоила песне статус 3-х платинового сингла. Лучшей позицией сингла в чарте Billboard Hot 100 стала десятая строчка чарта. Само издание Billboard поместило «Rather Be» на четвертую позицию в своем рейтинге лучших синглов 2014 года.
«Rather Be» получил международную популярность благодаря вирусному ролику с участием японской актрисы Харуке Абэ. На 57-й ежегодной церемонии вручения наград «Грэмми» песня одержала победу в категории Лучшая танцевальная запись.

## Коммерческий успех
«Rather Be» дебютировал на первом месте в UK Singles Chart и был третьим быстро продаваемым синглом за неделю в 2014 (после Band Aid 30 с «Do They Know It’s Christmas?» и Бен Ханоу с"Something I Need"), и самым продаваемым синглом января со времен «Spaceman» Babylon Zoo в 1996 году. Песня продержалась на первом месте в течение четырёх недель, оставаясь самым долгим пребыванием на вершине чарта в течение трех лет. «Rather Be» стал вторым самым продаваемым синглом по итогам 2014 года в Великобритании, разойдясь свыше 1,13 миллионов копий на конец этого года. В США в чарте Billboard Hot 100 лучшей позицией стало 10 место, это первое попадание Clean Bandit в американский чарт. Песня получила большой успех в мире, попав в топ чартов в 13 различных странах мира.
За первую неделю в Великобритании было продано более 163 тысяч копий сингла. В январе обычно очень низкие продажи синглов и альбомов. Однако, «Rather Be» нарушил эту тенденцию, став самым продаваемым синглом, выпущенном в январе, со времен «Spaceman» Babylon Zoo в 1996 году. В августе 2015 Британская ассоциация производителей фонограмм сертифицировала «Rather Be» как трёх платиновый сингл, ставший шестым синглом столетия достигшего такого результата. Песня продержалась 73 недели в топ 75 UK Singles Chart, установив новый рекорд по непрерывному нахождению в чарте (позже рекорд повторил Эд Ширан с песней «Thinking Out Loud»). К сентябрю 2017 в Великобритании было продано чистых копий более 1 283 000, а также более 93 миллионов стриминга, что в совокупности 2 219 000 единиц комбинированных продаж.

## Чарты
| Чарт (2014)                                          | Лучшая позиция |
| ---------------------------------------------------- | -------------- |
| Австралия (ARIA)                                     | 2              |
| Австрия (Ö3 Austria Top 40)                          | 1              |
| Бельгия/Фландрия (Ultratop 50)                       | 2              |
| Бельгия/Валлония (Ultratop 50)                       | 3              |
| Brazil (Billboard Brasil Hot 100)                    | 28             |
| Brazil Hot Pop Songs                                 | 4              |
| Канада (Billboard Canadian Hot 100)                  | 13             |
| Чехия (Rádio — Top 100)                              | 1              |
| Чехия (Singles Digitál Top 100)                      | 1              |
| Дания (Tracklisten)                                  | 5              |
| Europe (Euro Digital Songs)                          | 1              |
| Финляндия (Suomen virallinen lista)                  | 1              |
| Франция (SNEP)                                       | 2              |
| Германия (GfK)                                       | 1              |
| Germany (Airplay Chart)                              | 1              |
| Венгрия (Rádiós Top 40)                              | 1              |
| Ирландия (IRMA)                                      | 1              |
| Израиль (Media Forest)                               | 1              |
| Италия (FIMI)                                        | 2              |
| Япония (Billboard Japan Hot 100)                     | 38             |
| Lebanon (The Official Lebanese Top 20)               | 8              |
| Люксембург (Billboard Luxembourg Digital Song Sales) | 2              |
| Нидерланды (Dutch Top 40)                            | 1              |
| Нидерланды (Single Top 100)                          | 1              |
| Новая Зеландия (Recorded Music NZ)                   | 2              |
| Норвегия (VG-lista)                                  | 1              |
| Польша (Polish Airplay Top 100)                      | 1              |
| Португалия (Billboard Portugal Digital Song Sales)   | 4              |
| Шотландия (OCC Scotland)                             | 1              |
| Словакия (Rádio — Top 100)                           | 3              |
| Словакия (Singles Digitál Top 100)                   | 7              |
| ЮАР (EMA)                                            | 7              |
| Испания (PROMUSICAE)                                 | 5              |
| Швеция (Sverigetopplistan)                           | 1              |
| Швейцария (Schweizer Hitparade)                      | 2              |
| Великобритания (OCC UK Singles)                      | 1              |
| Великобритания (OCC UK Dance)                        | 1              |
| США (Billboard Hot 100)                              | 10             |
| США (Billboard Adult Contemporary)                   | 21             |
| США (Billboard Adult Pop Airplay)                    | 10             |
| США (Billboard Hot Dance/Electronic Songs)           | 1              |
| США (Billboard Dance Club Songs)                     | 24             |
| США (Billboard Pop Airplay)                          | 6              |
| США (Billboard Rhythmic)                             | 24             |

| Чарт (2014)                           | Позиция |
| ------------------------------------- | ------- |
| Australia (ARIA)                      | 14      |
| Austria (Ö3 Austria Top 40)           | 13      |
| Belgium (Ultratop 50 Flanders)        | 6       |
| Belgium Dance (Ultratop Flanders)     | 1       |
| Belgium (Ultratop 50 Wallonia)        | 7       |
| Belgium Dance (Ultratop Wallonia)     | 4       |
| Canada (Canadian Hot 100)             | 47      |
| Denmark (Tracklisten)                 | 8       |
| Germany (Official German Charts)      | 7       |
| Israel (Media Forest)                 | 2       |
| Italy (FIMI)                          | 4       |
| Ireland (IRMA)                        | 5       |
| New Zealand (Recorded Music NZ)       | 17      |
| Netherlands (Dutch Top 40)            | 1       |
| Poland (ZPAV)                         | 7       |
| Sweden (Sverigetopplistan)            | 4       |
| Switzerland (Schweizer Hitparade)     | 7       |
| UK Singles (Official Charts Company)  | 2       |
| US Billboard Hot 100                  | 41      |
| US Dance/Electronic Songs (Billboard) | 4       |

| Чарт (2015)                           | Позиция |
| ------------------------------------- | ------- |
| US Dance/Electronic Songs (Billboard) | 11      |

## Сертификации
| Регион | Сертификация  | Продажи    |
| --- | ------------- | ---------- |
| Австралия (ARIA) | 6× Платиновый | 420 000    |
| Австрия (IFPI Austria) | Платиновый    | 30 000*    |
| Бельгия (BEA) | 2× Платиновый | 40 000     |
| Канада (Music Canada) | 5× Платиновый | 400 000    |
| Франция (SNEP) | Платиновый    | 150 000*   |
| Германия (BVMI) | 3× Золотой    | 450 000    |
| Италия (FIMI) | 4× Платиновый | 120 000    |
| Япония (RIAJ) | Золотой       | 100 000*   |
| Мексика (AMPROFON) | Платиновый    | 60 000*    |
| Нидерланды (NVPI) | Платиновый    | 20 000^    |
| Новая Зеландия (RMNZ) | 4× Платиновый | 120 000    |
| Португалия (AFP) | Золотой       | 10 000     |
| Испания (PROMUSICAE) | 2× Платиновый | 80 000     |
| Швеция (GLF) | 2× Платиновый | 80 000     |
| Швейцария (IFPI Switzerland) | Платиновый    | 30 000^    |
| Великобритания (BPI) | 6× Платиновый | 3 600 000  |
| США (RIAA) | 4× Платиновый | 4 000 000  |
| Стриминг |               |            |
| Дания (IFPI Danmark) | 3× Платиновый | 7 800 000  |
| Япония (RIAJ) | Золотой       | 50 000 000 |
| Испания (PROMUSICAE) | 2× Платиновый | 16 000 000 |
| * Данные о продажах приведены только на основе сертификации. · ^ Данные о тиражах приведены только на основе сертификации. · Данные о продажах + прослушиваниях приведены только на основе сертификации. · Данные только о прослушиваниях приведены на основе сертификации. |               |            |